# Lucie Lucas
Lucie Lucas (Asnières-sur-Seine, 24 marzo 1986) è un'attrice e modella francese.
Il ruolo che l'ha fatta conoscere al grande pubblico è quello di Clem nell'omonima serie televisiva.

## Biografia
Lucie Lucas nasce ad Asnières-sur-Seine, il 24 marzo 1986.
All'età di 9 anni inizia a studiare recitazione, dedicandosi al teatro e, da adolescente, viene iscritta dalla madre, di professione stilista, a un'agenzia di modelle.
Nel 2007 appare sulla copertina del videogioco della Nintendo Léa passion mode. Nello stesso anno, fa il proprio debutto sul grande schermo interpretando il ruolo di una liceale di nome Karine nel film, diretto da François Desagnat e con protagonisti Daniel Auteuil e Sara Mortensen, Daddy Cool - Non rompere papà  (15 ans et demi), film che poi uscirà l'anno seguente.
Conosce la popolarità nel 2010, anno in cui diventa la protagonista, nel ruolo di Clémentine Boissier, della serie televisiva Clem, serie in cui recita al fianco dell'attrice spagnola Victoria Abril.
Nel frattempo, continua a lavorare anche come modella e nel 2014 diventa testimonial del marchio di prêt-à-porter femminile Antonelle.
Nel 2016 è protagonista, a fianco di Anton Yelchin, del film diretto da Gabe Klinger, Porto, dove interpreta il ruolo di Mati Vargnier.. L'interpretazione le vale una nomination come miglior attrice ai CinEuphoria Awards.
Sempre nel 2016, è protagonista, al fianco di Bruno Salomone e Théo Fillet, del film TV del ciclo Delitto a... Meurtres à l'île de Ré, dove interpreta il ruolo di Margaux Pellettier. e del film TV, diretto da Arnaud Mercadier e che ha come co-protagonista l'attore Rayane Bensetti, Coup de Foudre à Jaipur, dove interpreta il ruolo di Anne.  Due anni dopo è protagonista di un altro film TV, Les Enfants du secret, dove interpreta il ruolo di Sabine Derrac.
Nel 2018, l'attrice si trasferisce assieme a marito Adrien (sposato nel 2010 dopo 15 anni di fidanzamento) e ai tre figli Lilou (nata nel 2010), Moïra (nata nel 2012) e Milo (nato nel 2018) in Bretagna.
Il 23 novembre 2019, in occasione della giornata contro la violenza sulle donne, l'attrice rende noto di essere stata vittima da adolescente di molestie sessuali in alcuni dei luoghi da lei frequentati nel suo percorso formativo.
Nel 2021, è protagonista, nel ruolo di Pauline Dubuission, del film TV, diretto da Philippe Faucon La Petite Femelle.  Nello stesso anno, Lucie Lucas è nel cast della miniserie televisiva Gloria: nella fiction interpreta il ruolo di Émilie Meyers-Gauvin, la moglie del poliziotto Denis (interpretato da Malik Zidi), nonché sorella di David Meyers (interpretato da Michaël Cohen) e cognata della protagonista Gloria Meyers (interpretata da Cécile Bois).

## Filmografia parziale

### Cinema
- Daddy Cool - Non rompere papà (15 ans et demi), regia di François Desagnat (2008)
- Il missionario (Le Missionnaire), regia di Roger Delattre (2009)
- Porto, regia di Gabe Klinger (2016)

### Televisione
- Clem - serie TV, 63+ episodi (2010-...)
- Le Secret d'Élise - miniserie TV (2015)
- Meurtres à l'île de Ré, regia di François Basset e Jules Maillard - film TV (2016)
- Coup de Foudre à Jaipur, regia di Arnaud Mercadier - film TV (2016)
- Les Enfants du secret, regia di David Morley - film TV (2018)
- La Petite Femelle, regia di Philippe Faucon - film TV (2021)
- Gloria - miniserie TV, 6 episodi (2021)

## Riconoscimenti
- 2018 - Candidatura come miglior attrice ai CinEuphoria Awards per il ruolo di Mati Vagnier in Porto[9]